# Corynoptera anae
Corynoptera anae är en tvåvingeart som beskrevs av Heller 1991. Corynoptera anae ingår i släktet Corynoptera och familjen sorgmyggor.
Artens utbredningsområde är Tyskland. Arten är reproducerande i Sverige. Inga underarter finns listade i Catalogue of Life.